# 若林理紗
若林 理紗（わかばやし りさ、1987年5月25日 - ）は、日本の元アナウンサー。元山陰中央テレビ所属。フリーアナウンサー時代の所属事務所はセント・フォース。

## 経歴・人物
神奈川県鎌倉市出身。身長164cm。
慶應義塾大学総合政策学部卒業。慶大在学中には、2007年度の『ミス鎌倉』に選出されたほか、『BSフジNEWS』15期女子学生キャスターとして出演。
2011年、山陰中央テレビにアナウンサーとして入社。
同社退社後、2014年4月からフリーアナウンサーに転身し、2020年まで活動。
2021年よりデロイトトーマツコンサルティングに入社し、転職。
現在は株式会社オウルズコンサルティンググループ・ソーシャルPRスペシャリスト。
幼少時代に南米とアメリカに住んでいたため、英語・ポルトガル語・スペイン語が得意。TOEIC975点。
実母は料理研究家の若林三弥子。

## 過去の担当番組
学生時代
- BSフジNEWS（2008年7月 - 2009年1月）

山陰中央テレビ時代
- FNNスピーク（山陰ローカルのニュース担当）[6]
- TSKスーパーニュース（キャスター）
- しまね情報CUBE （情報ゲッター）
- 週刊・ヤッホー!

フリー転向後
- Biz+サンデー（NHK BS1、2014年4月7日 - 2015年3月8日）
- プロ野球ニュース（フジテレビONE、2014年4月1日 - 2016年3月）- 火曜キャスター
- 報道ライブ21 INsideOUT「現代ビジネス講座」世界を知る力（日本BS放送）
- 日テレNEWS24（CS、2016年4月 - 2020年7月）
  - Morning News、Lunch Update、Afternoon News（日曜）
  - Wake-Up News、Market News、Morning News（月曜）
  - the SOCIAL（木曜）